# Šáchor dlouhý
Šáchor dlouhý (Cyperus longus) je trvalka patřící do čeledi šáchorovité (Cyperaceae).

## Popis
Trvalka vysoká 20–150 cm. Oddenek je dlouhý, uzlovitý, až 10 mm v průměru pokrytý širokými šupinami a je aromatický. Lodyhy jsou jednotlivé a trojhranné. Čárkovité listy jsou ± dlouhé jako lodyha a 2-10 mm široké. Květenství je jednostranné nebo složito-okoličnaté, s 2–10 (–35) cm dlouhými větévkami. Počet listenů je 2–6 Dolní jsou delší než samotné soubory květů. Klásky jsou čárkovité až úzce elipsovité, 5–25 (–60) x 1–2 mm, odstávající až dolu skloněné, se 6–30 květy. Vřeteno je široko křídlaté, plevy 2–3 x 1,5–2 vejčité až elipsovité, tupé, tmavočervenohnědé, na kýle zelené. Plod je červenohnědá nažka.

## Výskyt
Vyskytuje se od Jižní Afriky celým kontinentem až na sever, na Kanárských a Azorských ostrovech, v jižní Evropě, v celém středomoří, na sever po Britské ostrovy a do střední Evropy – Německo, Rakousko a Maďarsko, na východ pak na Ukrajině a evropské části Ruska. V Asii se vyskytuje na blízkém východě, ve střední Asii (Kazachstán, Kyrgyzstán, Turkmenistán, Uzbekistán), v Pákistánu a na Indickém subkontinentu. V ČR se nevyskytuje, ale jeho výskyt je udáván na jižním Slovensku, ovšem nejsou udány žádné konkrétní lokality.

## Využití
Mattioli doporučuje jeho oddenky pod názvem Dlouhý galgán planý na otoky, vodnatelnost, nadýmání, močové problémy, pupínky a gynekologické potíže. Také tvrdí, že "léčí štíří uštknutí a zbavuje zápachu z úst".
Dříve se používal na otoky a zažívání, poté ale upadl v zapomnění.
Listy se používají v košíkářství a na klobouky. Z aromatických oddenků a stonků se vyrábí parfémy. Aroma se prohloubí pokud jsou vysušeny a nechají se "vyzrát". Rostlina se používá v papírnictví.

## Ekologie

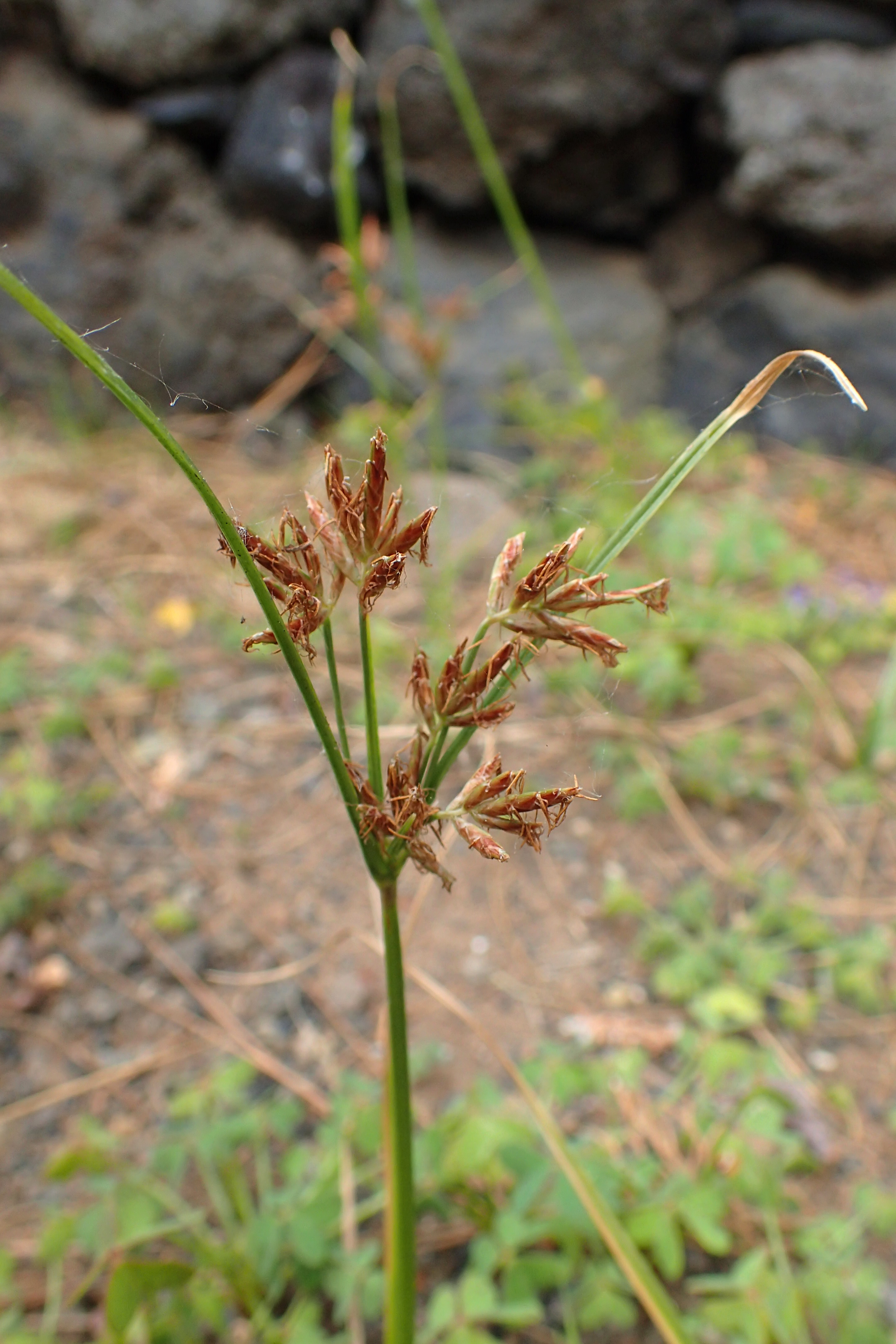
Šáchor dlouhý na Tenerife

Vyskytuje se na březích řek, ve slepých ramenech, v močálech, ale i v odvodňovacích kanálech a příkopech. Vyžaduje mokré, výživné, zavodněné a bahnité půdy. Ve Střední Evropě se vyskytuje jen v teplých nížinách. Kvete v červenci. Listy se používají v košíkářství a na klobouky.

## Poznámka
Na území Slovenska je doložen výskyt příbuzného šáchoru klubkatého.